# Struthisca tumescens
Struthisca tumescens is een vlinder uit de familie van de zakjesdragers (Psychidae). De wetenschappelijke naam van deze soort is voor het eerst voorgesteld als Ctenocompa tumescens
door Edward Meyrick in een publicatie uit 1934.
De soort komt voor in China.